# Verbeekite
La verbeekite è un minerale.